# Slechthorendheid
Slechthorendheid (SH) is een benaming voor iemand die geen normaal gehoor (meer) heeft, maar nog wel enkele geluiden of trillingen kan waarnemen. Als norm voor slechthorendheid geldt een gehoorverlies van meer dan 20 dB(A) (=decibel). Slechthorendheid is niet hetzelfde als doofheid. Men spreekt van doofheid als iemand zelfs met een hoortoestel een gesprek met één persoon niet kan volgen. Veel slechthorenden kunnen (zij het soms met moeite) de menselijke stem horen en verstaan. Dat betekent dat slechthorende kinderen over het algemeen beter leren spreken dan dove kinderen, omdat ze hun eigen stem kunnen horen.

## Achtergrond
Slechthorenden kunnen lang niet altijd bellen met een mobiele telefoon. Ook met een gewone telefoon (of ze nu een versterker hebben of niet) lukt dit niet altijd. Voor doven is dit in het geheel niet mogelijk, zij kunnen een teksttelefoon of beeldtelefoon gebruiken. Ook hebben zij de mogelijkheid tot chatten of sms.
De meeste slechthorenden beheersen de gesproken taal als moedertaal en krijgen doorgaans geen gebarentaal aangeboden uit hun omgeving. Ze voelen zich vaak niet thuis in de dovengemeenschap door de taalbarrière (doven "spreken" immers gebarentaal) en de sterk verschillende beleving van hun auditieve beperking: waar sommige (prelinguaal) doven trots zijn op hun doofzijn, camoufleren veel slechthorenden hun hoortoestellen zo veel mogelijk. Bij de horenden voelen ze zich vaak buitengesloten. Spreekwoordelijk en generaliserend vallen de slechthorenden tussen de wal en het schip.
Er zijn verschillende oorzaken waardoor men slechthorend (geboren) wordt. Het kan komen door ziekte (bijvoorbeeld hersenvliesontsteking of de ziekte van Menière), ouderdom, erfelijkheid, medicijnen (sommige cytostatica staan erom bekend), een ongeluk, te lange blootstelling aan een te hoge geluidssterkte (gehoorschade) of andere, onbekende, oorzaken.

## Maatstaven
Om de mate van slechthorendheid aan te geven worden in Nederland de onderstaande definities aangehouden:
| Gehoorverlies in decibel (dB) | Aanduiding                                              | Omschrijving | Hulpmiddel                                             |
| ----------------------------- | ------------------------------------------------------- | --- | ------------------------------------------------------ |
| 0 tot 30                      | Normaal horend tot licht slechthorend                   | Een gesprek op grote afstand of zachte gesprekken zullen misschien niet altijd gevolgd kunnen worden.                                                               | (Meestal) geen nodig                                   |
| 30 tot 60                     | Licht tot matig slechthorend                            | Een gesprek op meer dan één meter of een zacht gesprek lukt vaak niet. Groepsgesprekken zijn een probleem.                                                          | Hoortoestel                                            |
| 60 tot 70                     | Zwaar slechthorend                                      | Groepsgesprekken zijn heel moeilijk, gesprekken op luide toon worden wel verstaan.                                                                                  | Hoortoestel of elektrisch akoestische stimulatie (EAS) |
| 70 tot 80                     | Ernstig slechthorend                                    | Gesprekken op luide toon worden nog wel gehoord, maar niet altijd verstaan.                                                                                         | Zwaar hoortoestel of EAS                               |
| 80 tot 110                    | Doof (zeer ernstig slechthorend of doof met restgehoor) | Alleen omgevingsgeluid van een bron op zeer korte afstand wordt nog gehoord, gesprekken zijn niet meer mogelijk.                                                    | Zwaar hoortoestel of cochleair implantaat (CI)         |
| 110 tot 120                   | Diepdoof                                                | Enkel lage tonen van een bron op zeer korte afstand worden nog waargenomen. Dit kan niet echt 'horen' genoemd worden, het oor neemt alleen nog wat trillingen waar. | CI                                                     |
| Vanaf 120                     | Vibratiedoof                                            | Geluid en ook trillingen worden niet meer waargenomen. | CI                                                     |

## Oplossing
Slechthorendheid kan met een hoortoestel wel enigszins gecompenseerd worden, maar een slechthorende zal zelfs met een hoortoestel nooit zo goed kunnen horen als een persoon zonder enige gehoorbeperking. Bij ernstige slechthorendheid kan een cochleair implantaat (CI) een uitkomst zijn.
Bij bepaalde vormen van doofheid kan een BAHA een uitkomst zijn.
Sommige slechthorenden horen nog wel wat lagere tonen, maar geen of nauwelijks hoge tonen. Voor wat betreft de hoge tonen is men doof. Omdat normaal gesproken bij een cochleair implantaat het volledige restgehoor (dus ook het restgehoor van de lage tonen) zou verdwijnen, wordt bij deze vorm van slechthorendheid soms gekozen voor EAS, een hybride systeem met hoortoestel (voor de lage tonen) en cochleair implantaat.

## Terminologie
De term gehoorgestoord is vanwege de negatieve bijklank ("gestoord") niet meer zo gangbaar in Nederland. In Vlaanderen is gehoorgestoord een gangbare term bij overheid en (para-)medische sector. In academische kringen gebruikt men doorgaans "personen met een auditieve beperking". De betekenis en lading van 'gehoorgestoord' is in Nederland en Vlaanderen hetzelfde, waarbij 'gestoord' een andere omschrijving is van 'afwijkend van de norm'. Voor zowel Nederlandse als Vlaamse doven is de term gehoorgestoord niet neutraal.